# Тридекановая кислота
Тридекановая кислота CH3(CH2)11COOH — одноосновная предельная 13-карбоновая кислота. Обычно содержится в молочных продуктах.
Т.к. - это натуральный продукт, обнаруженный в Рододендрон остроконечный, Microcarpa Erucaria, цианобактериях (0,24-0,64 %), масле листьев руты (0,07 %), масле карамболы (0,3 %)

## Биотопливо
Из всех исследованных композиций свободных жирных кислот, композиции тридекановой кислоты эффективнее всего могут быть использованы в качестве сырья для производства биотоплива, как маркер специфического источника в почве во время пробоподготовки из-за её роли в клеточной сигнализации. Но использование свободных жирных кислот для таких целей имеет минусы: ресурсоёмкость и продолжительность. Использование метиловых эфиров жирных кислот позволяет получить увеличение производительности на 61 % (для тридекановой кислоты).